# Poul Knudsen
Poul Knudsen, född 9 november 1889 på Bedholm i Vendsyssel, Danmark, död 30 april 1974, var en dansk författare och manusförfattare. Han var gift med författaren Johanne Skram Knudsen.

## Filmmanus
- 1914 – Gatans barn
- 1926 – Klovnen